# Daoxin
Cette page contient des caractères spéciaux ou non latins. S’ils s’affichent mal (▯, ?, etc.), consultez la page d’aide Unicode.
Quatrième patriarche du Chan
Sengcan Hongren
Daoxin （道信）signifie littéralement « la foi de la voie », ou Dayi Daoxin (大醫道信, jap. Dai'i Doshin), le Grand médecin « la foi de la voie », (580- 651), fut le quatrième patriarche chinois de l’école bouddhiste Chan. Dayi Daoxin est le titre conféré par l'empereur Daizong des Tang. Il est parfois appelé Shuangfeng Daoxin (雙峰道信), du nom du mont à deux pics où il établit sa communauté. Le nom posthume inscrit sur son stupa est Ciyun (慈雲), nuage compatissant.

## Biographie
Elle est essentiellement basée sur La Transmission de la lampe (rédigée en l'ère de) Jingde (景德傳燈錄), biographie de moines compilée sous les Song par Daoyuan (道原). Né Sima (司馬), originaire du Hubei, il commença jeune sa carrière monastique. C’est en 592 qu’il aurait rencontré Sengcan au mont Wangong (皖公山) dans l’Anhui, qui l'aurait désigné comme successeur. Il pratiqua pendant une période au Jiangxi. En 617, son prestige et la crainte de sa puissance surnaturelle auraient mis en fuite l’armée de rebelles encerclant l’actuelle Ji'an. Il décida d’aller au mont Heng-Sud mais fut persuadé de rester au mont Lu, au monastère de Dalin (大林寺).
En 624, il retourna à Qizhou (蘄州), sa région d'origine, sur le mont Potou (破頭山), encore appelé Shuangfeng (雙峰). Une légende prétend qu'il rencontra en chemin un jeune garçon qui le suivit et devait prendre sa succession, Hongren. Il resta 30 ans au mont Shuangfeng, établissant ce qui est considéré comme la première communauté monastique Chan (parce que l'école Chan n'existait pas encore officiellement). En effet, les trois patriarches précédents avaient vécu en ermites, moines errants, ou abrités par d'autres communautés. En 643 il aurait refusé trois invitations à la cour de Taizong des Tang. L’empereur, courroucé par les deux premiers refus, aurait ordonné à ses envoyés de lui couper la tête s’il refusait une troisième fois, mais il les aurait impressionnés en tendant le cou avec calme. Taizong se serait résigné et lui aurait fait parvenir des présents en témoignage de son respect.
Il fit construire à l’approche de sa mort son stoupa au monastère de Huangmei, proche de Shuangfeng. Hongren s’y installa après sa mort. Les biographies de moine de l’époque des Song prétendent que Farong (法融), fondateur de l’école dite de la tête de bœuf, Niutou (牛頭禪) aurait été son disciple, mais on suppose qu’il s’agit d’une tentative tardive de cette école de se rattacher à la lignée Chan car les documents antérieurs aux Song n’en parlent pas.